# Pavillon-Pont
Le Pavillon-Pont (en espagnol Pabellón-Puente) est un pont de Saragosse (Aragon, Espagne).

## Situation
En partant de l'ouest de la ville, il est le troisième pont à enjamber l'Èbre qui traverse Saragosse d'ouest en est. Il quitte la rive droite du fleuve dans le quartier de la Almozara, dans le prolongement de la Calle Francia. Après avoir traversé une petite île, il atteint la rive gauche dans le site de l'Expo Zaragoza 2008, près du Palais des congrès.

## Histoire
Il a été construit en 2008 par Zaha Hadid dans le contexte de l'Exposition spécialisée de 2008.

## Construction
Il s'agit d'un pont couvert de 260 m de long, d'une hauteur variant entre 15 et 30 m et d'une largeur variant entre 8 et 30 m. La plus grande distance entre les appuis est de 165 m. Il présente une superficie de couloirs de 7 000 m2.
La structure du pont est en acier. Son enveloppe, s’inspirant des écailles d’un requin, génère à l'intérieur un microclimat naturel par un échange d’air à travers l’enveloppe poreuse qui entoure le bâtiment, agissant comme un système de réfrigération.
L’appui central, qui pèse près de 7 000 tonnes, supporte près de la moitié du poids du pont. Les fondations sont soutenues par 22 pilotis (10 sur la petite île centrale, 4 sur la rive droite du fleuve et 8 sur la rive gauche) ancrés à 72,5 m de profondeur.
À noter que la construction du Pavillon-Pont a nécessité la fabrication d'une structure de 140 m et de 2 200 m, construite à sec sur la rive, puis déplacée à son emplacement définitif, à 125 m de là.

## Exposition
Pendant l'Exposition spécialisée de 2008, le Pavillon-Pont assume non seulement le rôle de passerelle d'accès au site de l'Expo, mais est également le lieu de l'exposition « L'eau, une ressource unique », qui se concentre sur le bon comportement à adopter en matière de gestion de l’eau.

## Galerie

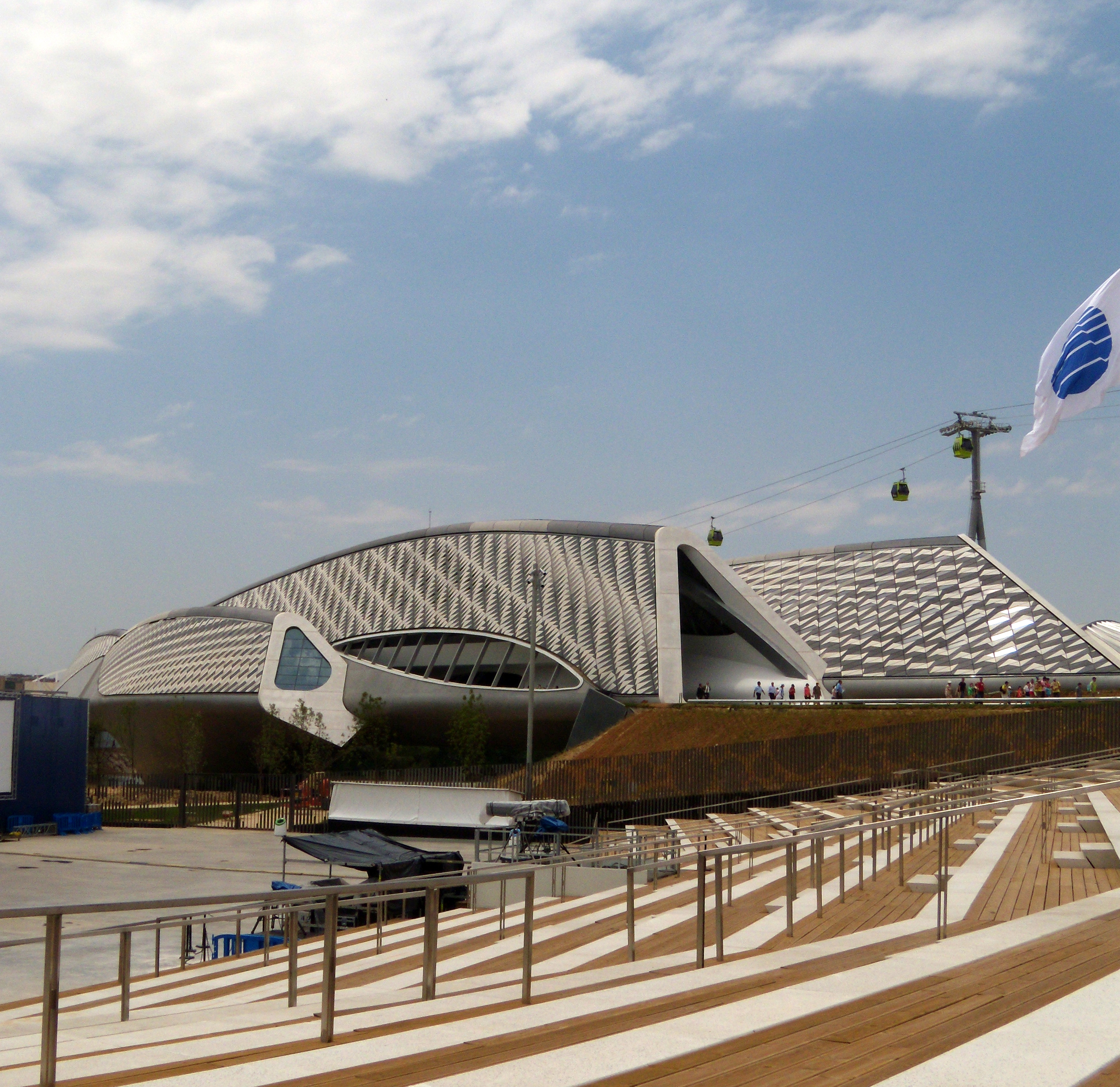
Pavillon-Pont, vu de l'enceinte de l'Expo 2008
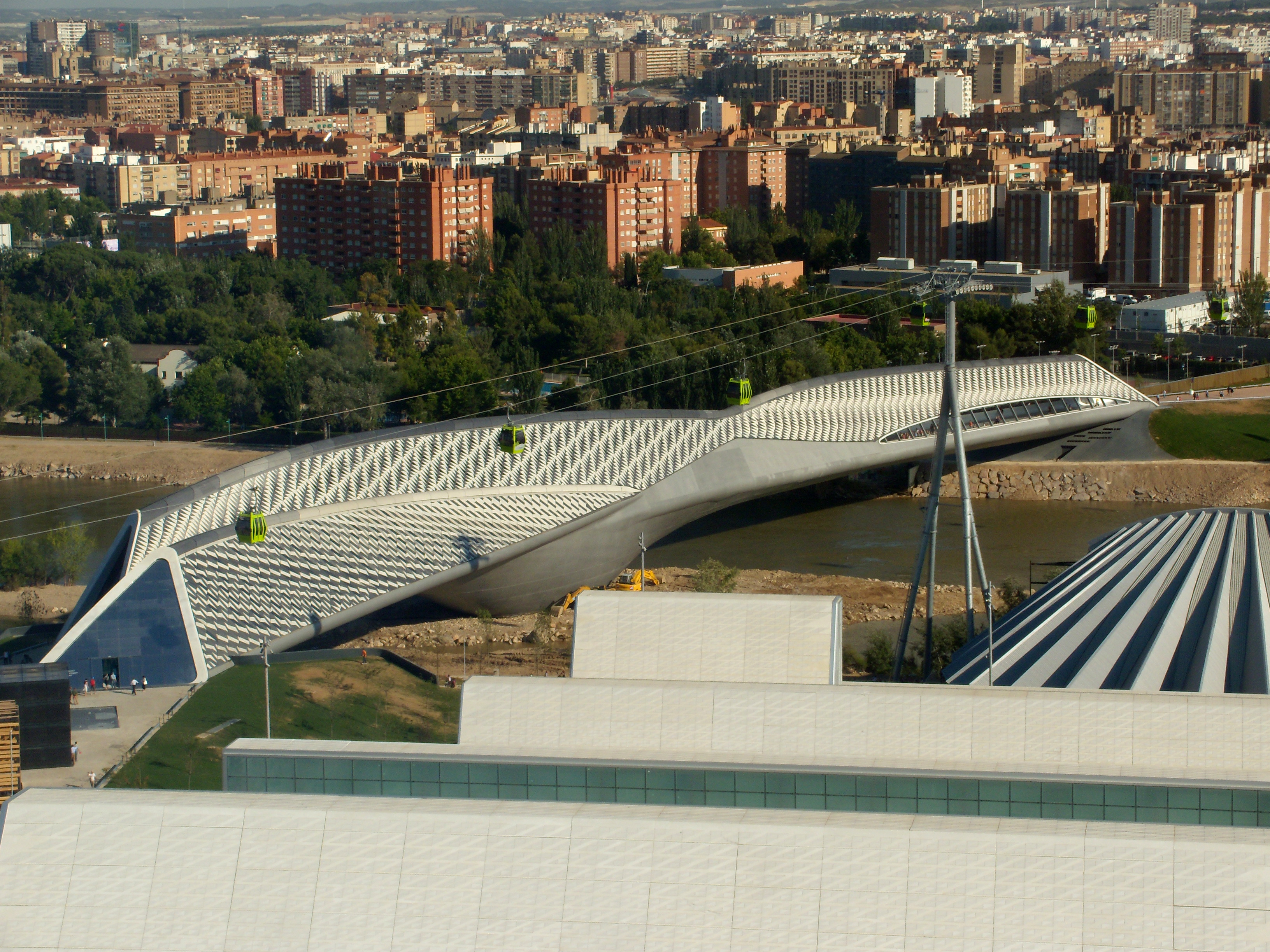
Pavillon-Pont vu du haut de Tour de l'Eau de l'Expo 2008
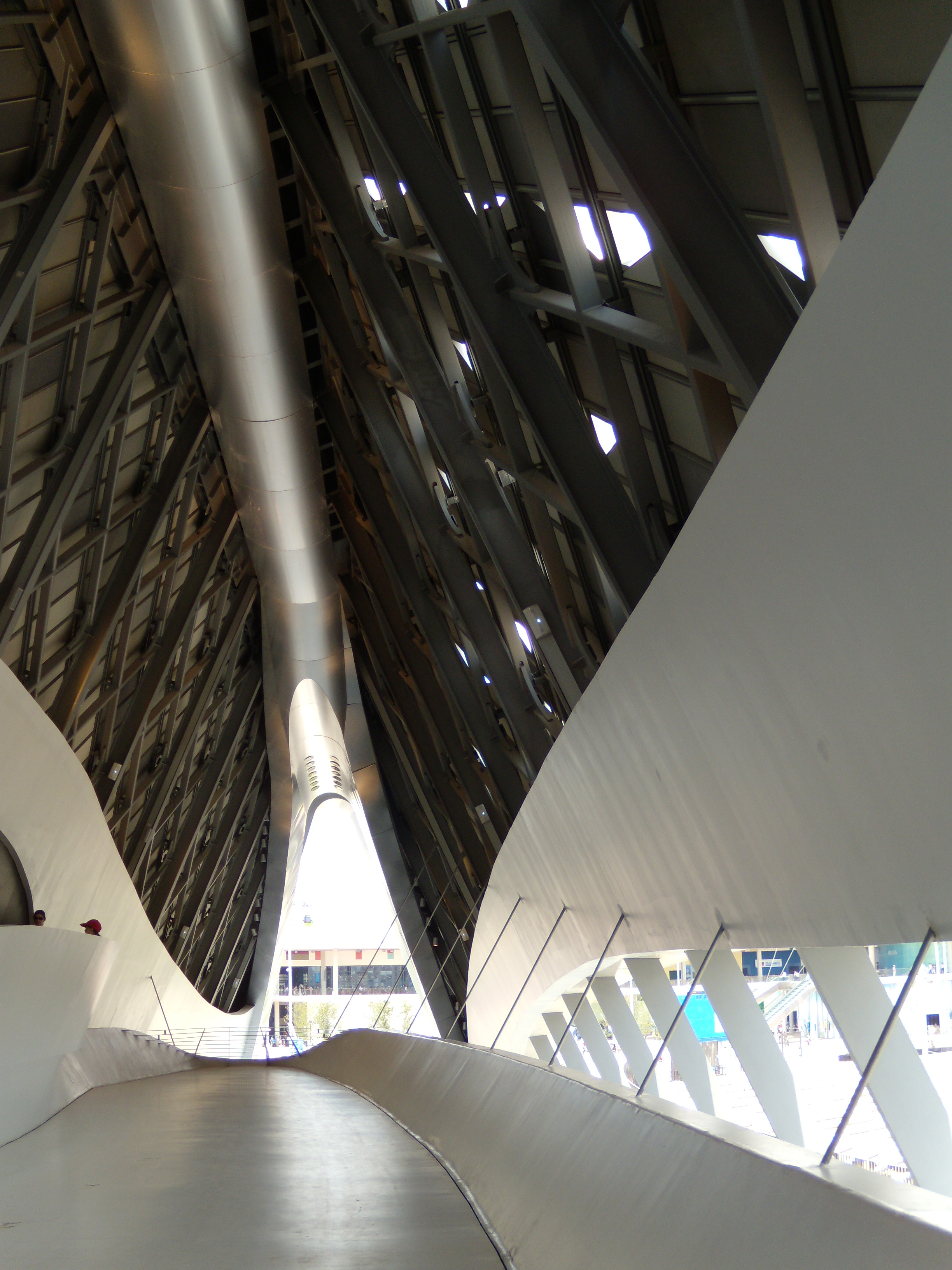
Intérieur du Pavillon-Pont
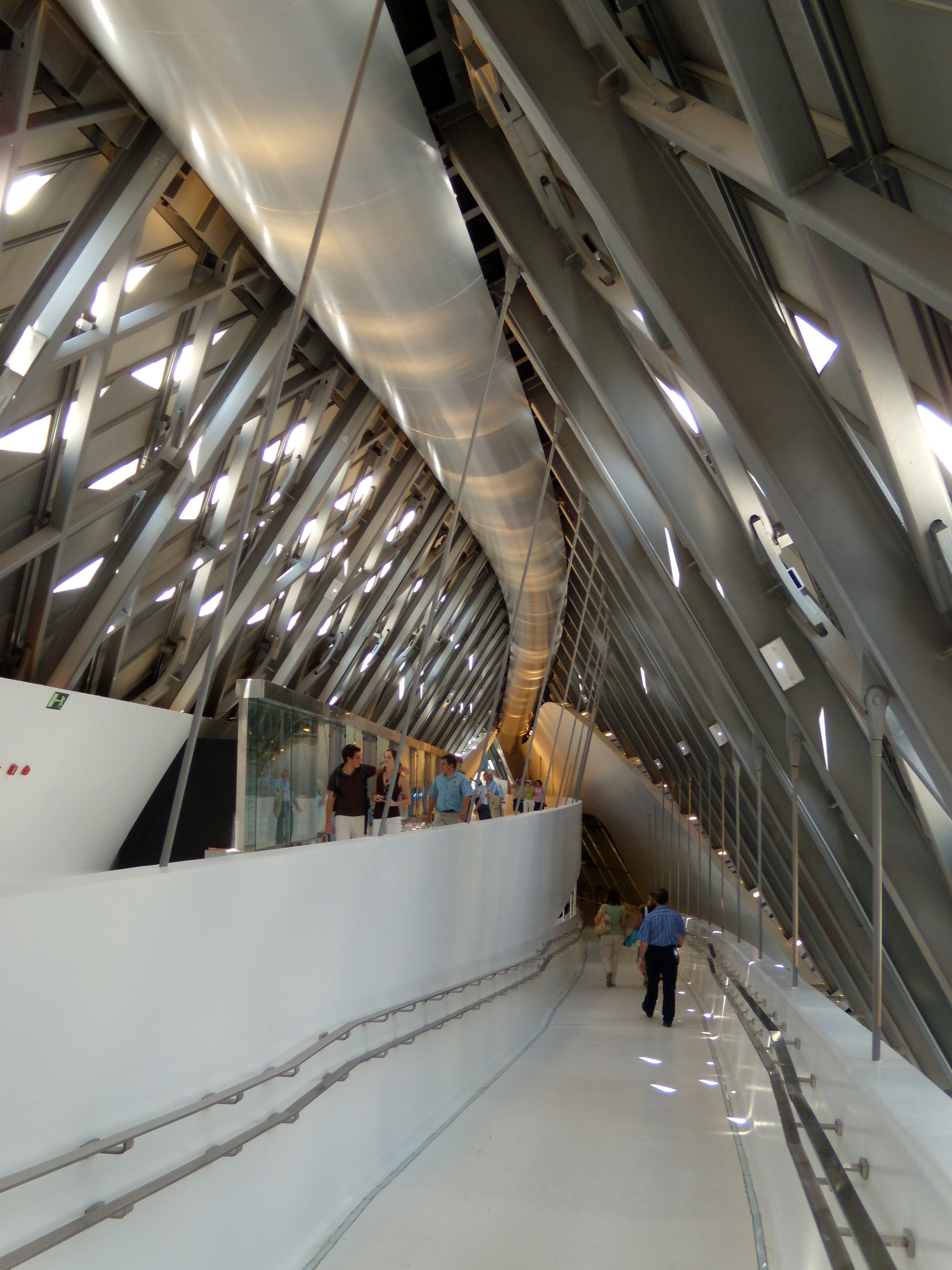
Intérieur du Pavillon-Pont

### Sources et bibliographie
- (es) « Pavillon-Pont », sur zaragoza2008.com (consulté le 24 juillet 2008).